# ARM Cortex-A73
ARM Cortex-A73是一個基於ARMv8-A64位指令集架構設計的中央處理器以及ARM內核。由安謀控股旗下索菲亞設計中心的索菲亞團隊設計。ARM Cortex-A73擁有兩條超純量亂序執行解碼流水線。

## 設計
ARM Cortex-A73作為ARM Cortex-A72的繼任產品，能效比提高30%以及性能提升35%。Cortex-A73的設計基於32位ARM Cortex-A17，強調能效比和持續峰值性能，而Cortex-A73 主要針對提高移動計算性能。在性能評測中，相對於Cortex-A72，Cortex-A73提高了每時鐘整數指令 (IPC)，但是浮點IPC卻降低。

## 對外授權
ARM Cortex-A73可作為半導體IP核授權給被許可方（例如高通和聯發科），其設計使其適合與其他IP內核（例如 GPU、數位訊號處理器（DSP）、顯示控制器）集成到一個片上系統（SoC）中。
同時，Cortex-A73也是第一個可以通過ARM的半定制“Built on ARM”許可而進行修改的ARM內核。Kryo280是第一個發布的半定制產品，儘管沒有公佈相對於標準ARM Cortex-A73所做的修改。

## 上市產品
海思麒麟960於2016年發布，採用4個Cortex-A73內核（主頻為 2.36 GHz）作為big.LITTLE架構的大核，而小核是4個Cortex-A53內核。
聯發科Helio X30採用2個Cortex-A73內核（頻率為 2.56 GHz）作為十核big.LITTLE架構的大核，並有4個Cortex-A53內核和4個Cortex-A35內核作為小核。
高通也於2017年3月在驍龍835發布的Kryo280中使用改進的Cortex-A73內核作為大核。SoC採用 8 個Kryo 280內核作為兩個4核模塊，主頻分別為2.456GHz 和1.906GHz。雖然高通相對於標準ARM Cortex-A73內核所做的修改是未知的，但是Kryo280內核提升了整數IPC。Kryo260也使用Cortex-A73內核，但主頻低於Kryo 280並與 Cortex-A53 內核結合使用。
Cortex-A73 也用於各種中端芯片，例如三星Exynos芯片，聯發科Helio P系列芯片，以及其他海思麒麟芯片。與驍龍636/660一樣，這些芯片中的大多數都在big.LITTLE架構中實現了4個A73內核和4個A53內核。